# Гусаров Григорій Григорович
Григорій Гусаров — (нар. 7 вересня 1993, Харків) — український тхеквондист. Виступав на літніх Олімпійських іграх 2012 року у категорії до 68 кг, дійшов до чвертьфіналу.